# Autoroute A11 (Italie)
Pour les articles homonymes, voir A11.
L'autoroute italienne A11, située intégralement sur le territoire de la région de Toscane, autoroute dite de Florence à la mer (Firenze-Mare), est historiquement la seconde autoroute italienne construite sous le régime fasciste après l'Autoroute des Lacs entre 1928 et 1932.
D'une longueur de 81.7 km, il s'agit de l'artère routière ayant le plus fort trafic de la Toscane et elle relie Florence au littoral, au nord de Pise, en desservant les régions industrielles de Prato et Pistoia, la Valdinievole et la région de Lucques (Lucca).
Dans les années 1970, une bretelle de raccordement A11/A12 de 14 km a été construite à hauteur de Lucques pour relier directement cette autoroute avec l'autoroute A12 à hauteur de Viareggio en direction de Gênes.

## Parcours
- Florence
- Sesto Fiorentino
- Echangeur avec l'A1
- Prato est
- Prato ouest
- Pistoia
- Montecatini Terme
- Chiesina Uzzanese
- Altopascio
- Capannori
- Lucques est

Le tracé de l'autoroute A11.

- Echangeur avec le raccordement A11/A12 en direction de Viareggio et sortie Lucques-ouest
- Echangeur avec l'A12
- Pise-nord en se raccordant à la SS1 Via Aurelia, à proximité de Migliarino Pisano

## Aires de Service
- Peretola nord et sud
- Firenze nord
- Serravalle nord et sud
- Migliarino nord et sud